# Список оружия в «Звёздном пути»
В вымышленной вселенной «Звёздного пути» есть множество различных типов оружия.

## Энергетическое оружие

### Дизрапторы
Ромуланцы, клингоны, брины, кардассианцы и орионцы пользуются дизрапторами как личным и военным стрелковым оружием, так и в качестве корабельных орудий (излучателей, турелей и батарей). Лишь первые три расы имеют дизрапторы класса III — самые совершенные в XXIV веке.

#### Дизрапторы типа «Варон-Т»
Это редкая модификация дизрапторов объявлена противозаконной в Объединённой Федерации Планет из-за того, что смерть от выстрела из этого оружия довольно медленная и мучительная. Известна также как «дробильник». По сути, тело жертвы разрывается на части изнутри. Кивас Фаджа, зибалианский торговец в серии «Нового поколения» «Больше игрушек», являлся владельцем пяти дизрапторов типа «Варон-Т» (по его словам, один он всегда держал под подушкой), перед тем как он был пойман и арестован за похищение коммандера корабля «Энтерпрайз NCC-1701-D», Дэйты, а также за множество других преступлений.

### Лазеры
Лазерным оружием пользуются герои изначальной пилотной серии «Оригинального сериала» «Клетка». (Использование лазеров в данном случае оправдано тем, что события серии происходят задолго до событий остального сериала.) Также лазеры позже фигурировали в нескольких других сериях «Оригинального сериала», но поздние серии «Нового поколения» указывают, что лазерное оружие считается морально устаревшим. Например, по словам членов экипажа, боевые лазеры двух космических кораблей (правда, очень небольших) не смогли бы пробить даже навигационные щиты корабля «Энтерпрайз NCC-1701-D». Но как минимум в двух случаях кораблю «Энтерпрайз-D» угрожали корабли противника, вооружённые лазерами.

### Фазовые пистолеты

Выстрел из фазового пистолета («Звездный Путь: Энтерпрайз»)

Фазовые пистолеты являются потомками фазеров, разработанных в XXII веке на замену сравнительно неэффективным бластерам (и именно плазменному оружию). Имеют 4 режима: убить, оглушить, разогреть и разрезать. Некоторые источники считают, что фазовые пистолеты не «умеют» разрезать и разогревать, однако в эпизоде сериала «Звёздный путь. Энтерпрайз» под названием «Терра Нова» показывается разрезание дерева, а в пятом эпизоде первого сезона сериала «Звёздный путь: Оригинальный сериал» под названием «Враг изнутри» показано, как Сулу разогревает ручным фазером камни. Фазеры не могут дезинтегрировать.

### Фазовые орудия
Корабельная версия фазовых пистолетов, некоторые из которых были впервые установлены на «Энтерпрайз NX-01» в серии «Молчаливый враг». Фазовые орудия имеют более широкий спектр мощности. Максимальная мощность фазовых орудий «Энтерпрайза NX» — 50 ГВт. Фазовые орудия имеют большую мощность, чем пространственные торпеды.

### Фазовые поляронные орудия
Эти орудия были показаны в сериале «Глубокий космос 9», где ими пользовалась отрицательная фракция под названием Доминион. Это орудие излучает луч поляронных частиц, довольно эффективных против энергетических щитов большинства рас Альфа-квадранта. По мере продвижения сериала Объединённая Федерация Планет и клингоны доработали щиты своих кораблей, чтобы блокировать поляронное излучение. В серии «К оружию» ворта Вейюн удивляется тому, что щиты кораблей Объединённой Федерации Планет способны противостоять оружию Доминиона.

### Фазеры
Изначально (из записей создателей «Оригинального сериала»), слово «фазер» должно было являться аббревиатурой для «фотонного мазера», так как на то время лазеры были довольно новыми и неизвестными устройствами. С другой стороны, мазеры уже были известны как мощные устройства, излучающие опасную радиацию. С тех пор термин «фазер» был изменён на бэкроним «фазовая энерго-ректификация» (англ. phased energy rectification), хотя, с точки зрения физики, это тоже является довольно сомнительным феноменом — обычный свет не является «ректифицированным», или синхронным, в отличие от излучений лазеров и мазеров. (То есть например лазеры и мазеры физически есть не что иное, как реализация фотонного фазера.)
Фазеры являются ручным и корабельным оружием. Ручные фазеры имеют множество различных режимов, включая «оглушить», «убить», «разогреть», «нарушить» и «дематериализировать» («испарить», «распылить»). Фазеры также можно использовать в качестве сварочных, режущих и сверлильных инструментов. Кроме того, в режиме «перегрузки» фазер по сути превращается в гранату, уничтожающую большинство естественных предметов в радиусе 50 метров от эпицентра взрыва. Процесс перегрузки производит хорошо различимый нарастающий звук. Ручные фазеры также имеют режим «широкого огня» (то есть веерного огня) для поражения нескольких целей одновременно (но с пониженным эффектом и, следовательно, на сравнительно малых дальностях стрельбы). В экстремальных ситуациях, например, при холодной погоде, фазером можно разогреть крупный предмет наподобие камня, чтобы тот излучал тепло (см. эпизод «The Enemy Within» Оригинального сериала).
Фазеры на борту корабля «Энтерпрайз NCC-1701» также могут оглушить людей на большой площади на планете. Как и ручные фазеры, корабельные орудия могут дезинтегрировать цель.
Существует и более крупная и мощная версия ручного фазера, выполненная в виде ружья и имеющая аналогичные режимы. В сериалах и фильмах было показано множество различных модификаций фазерных ружей, включая фазовое компрессионное ружьё, показанное в нескольких сериях «Вояджера» и всех недавних фильмах с «Первого контакта» по «Возмездие».
Фазеры производят луч, состоящий из вымышленных элементарных частиц под названием «надионы» (в данном случае высокоэнергетические быстрые надионы). (Как оказалось позднее — согласно Star Trek: The Next Generation — надионы есть кванты ядерных полей, то есть глюоны. То есть надионы оказались вполне реальными элементарными частицами.)
Описание «Star Trek: The Next Generation Technical Manual» указывает на то, что сверхпроводимые кристаллы, на которых работают фазеры, называются «фусиги но уми».
Конструктивно фазеры различаются на собственно фазеры, выполняемые в виде одиночных излучателей, фазерные банки и фазерные батареи.
Из реальных устройств аналогом фазерного банка можно считатать ФАР (более того, ФАР вполне можно называть радиволновым фазерным банком или просто радиофазером), так как там используется похожая конструктивная компоновка. Имеется фазовращатель и управляющие направлением и шириной луча, но вместо радиоволн боевые фазерные банки в «Звездном пути» излучают потоки фазированных глюонов. Однако, система управления и энергопитания боевых фазеров основана на более совершенных технологиях чем, к примеру, перспективная в наши дни фотоника.
Фазерные батареи представляют собой линейные (рядные) массивы из десятков и сотен фазерных банков и являются исключительно корабельным оружием. При ведении огня энергия по цепочке передается от крайних фазерных банков к средним, один из которых её и излучает. Также сохранена и возможность ведения огня отдельными фазерными банками.

## Оружие массового поражения

### Толаронная радиация
Этот вид излучения был впервые использован в фильме «Возмездие» Шинзоном для убийства членов ромуланского Сената. Позже Шинзон попытался убить экипаж корабля «Энтерпрайз NCC-1701-E» с помощью корабельной версии оружия.
Даже ничтожная доза толаронной радиации достаточна для мгновенного окаменения живых клеток, но при этом она безвредна для неорганики. В Объединённой Федерации Планет данный вид излучения считается биогеническим оружием.

### Метреонный каскад
Это оружие было разработано доктором Ма’Бором Джетрелом из Хааконского ордена. Нестабильные изотопы метреонов используются для создания взрыва, который имеет радиационный поражающий фактор, напоминающий побочные эффекты ядерного взрыва. Выжившие при изначальном взрыве с радиацонной волной облучаются метреонной радиацией, вызывающей мучительную смерть. Оружие было использовано лишь однажды — в атаке в 2355 году на талаксианскую колонию на Райнаксе (естественном спутнике Талакса), что вынудило капитулировать Талаксианское правительство.

### Трилитиевый налёт
Смертоносное для людей, но безвредное для кардассианцев вещество.
Группа террористов пыталась выкрасть трилитиевый налёт из варп-реактора «Энтерпрайза-D», пока он проходил очистку на станции «Аркария». Позже капитан Бенджамин Сиско взорвал торпеды с трилитиевым зарядом в атмосфере колоний Маки, сделав их непригодными для жизни человека на 50 лет.

### Диселенидкобальта
Биохимическое оружие, поражающее нервную систему кардассианцев, но безвредное для людей, баджорцев и большинства других гуманоидных рас. Использовалось Маки.

## Холодное оружие

### КаБар
Табельный боевой нож земного дизайна. Является потомком одноимённого ножа Корпуса морской пехоты США. 32,5-сантиметровый нож является неотъемлемым атрибутом снаряжения для выживания и оружейных складов звездолётов. Оружие было показано в серии «Макрокосм».

### Бет’лех

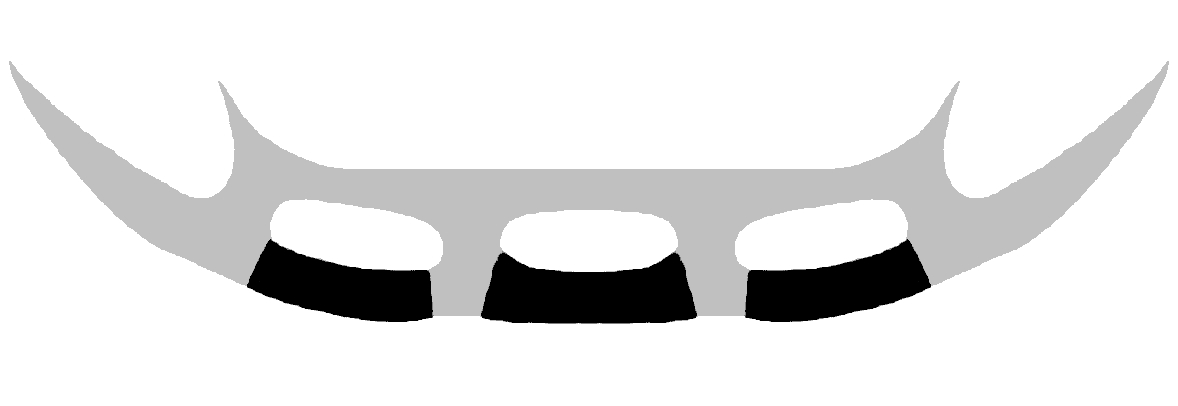
Бет’лех

Длинный изогнутый клингонский меч, созданный для сериала «Новое поколение» продюсером Дэном Курри.
По клингонскому преданию, первый бет’лех был выкован около 625 года н. э. по летоисчислению Земли Кейлессом, который бросил локон своих волос в лаву вулкана Кри’стак, а затем бросил огненный локон в озеро Люрсор и изогнул его в форме клинка. Создав этот меч, он воспользовался им, чтобы победить тирана Молора, объединяя родной мир клингонов Ко’ноС. Первый бет’лех был известен как «Меч Кейлесса» и был выкраден захватчиками, известными как хур'ки. Слово «бет’лех» (клинг. betleH, [ˈbɛtʰlɛx]) означает «меч чести» на клингонском языке.

### Д’к таг
Клингонский кинжал. Имеет три клинка: основной клинок с щелью в центре и два меньших клинка по бокам. В некоторых моделях боковые лезвия являются выкидными. Д’к таг впервые был показан в фильме «В поисках Спока».

### Мек’лех
Короткий клингонский меч, показанный в нескольких сериях сериала «Звёздный Путь: Глубокий космос 9» и фильме «Звёздный путь: Первый контакт». Как и бет’лех, мек’лех был создан Дэном Курри. Он состоит из короткого толстого изогнутого клинка с металлическим эфесом, параллельным задней части. Больше всего этим оружием пользуется Ворф.

### Лирпа
Оружие вулканцев, состоящее из древка длиной чуть более метра с полукруглым топором с одного конца (полукруглым лезвием вперёд, а не вбок) и металлической дубинкой с другого. По виду напоминает лопату монаха[уточнить]. Капитан Джеймс Т. Кирк и Спок пользовались лирпами, когда они боролись друг с другом за право владеть Т’Принг во время ритуала Пон фарр в серии «Время ярости». Солдаты, посланные поймать Джонатана Арчера и Т'Пол, были вооружены лирпами, так как регион Кузня на Вулкане делает стандартное энергетическое оружие бесполезным.

### Ан’вун
Оружие вулканцев для поимки и удушения врага. По принципу напоминает сети древнеримских гладиаторов-ретиариев. Это многоленточное оружие (приблизительно 1,1 метр в длину) использует тяжести на концах лент, чтобы связать, оглушить или травмировать атакуемого. Если же лента затянется вокруг шеи, то атакуемый может задохнуться.

## Снарядное оружие

### Снарядная винтовка TR-116
В Федерацию входят более 150 планет и сотни культур. Многие из них на момент вступления в Объединённую Федерацию Планет едва ушли от снарядного оружия, не считая ракетные/торпедные технологии. Одним из таких оружий, используемых пехотой, является TR-116. Хотя в серии «Поле огня» это оружие считается прототипом, оно было разработано как дополнение в случае отказа ручных фазеров. Эта винтовка по сути является частично магнитной пушкой Гаусса, стреляющей снарядом из дюритания, ускоренного до значительной субсветовой скорости (что сложно совершить в атмосфере без точно сфокусированного силового поля и ускорения, из-за сопротивления воздуха снарядам, летящим с гиперзвуковыми скоростями). Этот прототип также использовал микротранспортер для создания самой совершенной снайперской винтовки.

### Хронитонные торпеды
Эти торпеды постоянно изменяют свою фазу, позволяя им проникать сквозь щиты и даже обшивку кораблей. Такими торпедами пользуются кренимы. Но нестабильная природа хронитонного излучения иногда приводит к тому, что торпеда не всегда взрывается. Одна из таких торпед была обнаружена в обшивке «Вояджера» Тувоком и Седьмой-из-девяти, позволив Седьмой узнать частоту хронитонного излучения для модификации щитов корабля.

### Поларонные торпеды
Торпедная форма поларонного оружия Доминиона.

### Гравиметрические торпеды
Эти торпеды стоят на вооружении боргов. Это оружие излучает сложную фазу гравитонов для создания гравитационных искажений. Сильные гравитационные искажения могут серьёзно повредить и даже разрушить атакуемый корабль.

### Фотонные торпеды
Являются заменой для пространственных торпед. Вооружены боеголовкой с антивеществом. Серия «Неожиданность» раскрывает, что клингоны имели фотонные торпеды на вооружении по крайней мере в 2151 году.
Фотонные торпеды имеют вид красных, оранжевых, жёлтых, синих или зелёных звёзд при запуске.
Малые корабли Звёздного флота могут быть вооружены «микроторпедами» с меньшей убойной силой.
Максимальная теоретическая мощность фотонной торпеды — 25 изотонн. Максимальная известная мощность — 18,5 изотонн. В одном из техпаспортов «Нового поколения» написано, что фотонные торпеды используют по 1,5 килограмм вещества и антивещества. Следуя известному уравнению E=mc², взрыв бы имел максимальную мощность в 2,7⋅1017 джоулей, что равно 64,44 мегатоннам тротилового эквивалента. Согласно техпаспортам, эффективность составляет около 75 %, что дает мощность чуть менее 50 мегатонн.
Фотонные торпеды имеют небольшой варп-двигатель, позволяющий им продолжать путешествовать в варпе с той же скоростью относительно выпускающего их кораблю что и в нормальном космосе.
Также кожухи торпед используются для похорон в космосе, где тело погибшего выстреливается в межзвёздное пространство. На экране это было впервые показано в фильме «Гнев Хана».

### Плазменныеторпеды
Используются ромуланцами, кардассианцами и (в «Star Fleet Battles» и «Star Fleet Command») горнами. Хотя плазменные торпеды имеют чудовищную убойную силу, мощность торпеды резко спадает по мере движения. Ромуланцы используют трилитиевые изотопы в своих боеголовках.

### Квантовые торпеды
Квантовые торпеды разрабатывались как более эффективная замена фотонным торпедам ввиду угрозы со стороны боргов и Доминиона. Впервые они были применены в бою в 2368 году и получили более широкое распространение к 2371. Известно, что квантовые торпеды использовались такими классами кораблей, как «Дефайент» (англ. Defiant) и «Суверен», а также кардассианской самоуправляемой тактической ракетой ATR-4107 (Вояджер: «Дредноут»). Известно, что квантовые торпеды не столь разрушительно влияют на нейтрониумную броню.
Впервые квантовые торпеды были применены в 2371 году «Дефайентом» в ходе миссии, что завела корабль в глубину кардассианского космоса. Он использовал квантовые торпеды во время короткого боя с обновленным кораблем класса «Келдон» на окраинах системы Ориасс. Четырёх торпед хватило, чтобы вывести из строя достаточно мощные щиты модернизированного «Келдона» и лишить корабль энергии.
Известно, что квантовые торпеды работают по иному принципу, чем фотонные, которые по сути являются лишь носителями антивещества с варп-двигателем. Квантовые торпеды также оборудованы варп-двигателями, но действуют на принципе генерации нулевых колебаний. Скорее всего, активизация генератора приводит к созданию короткоживущей гравитационной сингулярности, побочным эффектом которой является производство антивещества и последующий аннигиляционный взрыв, дополняющие фактически сгенерированную «микросверхновую».

### Пространственные торпеды
Оружие XXII века, используемое «Энтерпрайзом NX-01». До использования фазовых орудий эти торпеды являются мощнейшим оружием для космического боя. Но эти торпеды были вскоре заменены на более мощные фотонные торпеды. Пространственные торпеды больше походят на современные ракеты. Их можно использовать только на досветовых скоростях.

### Трансфазовые торпеды
Оружие, созданное в будущем для борьбы с боргами. Мощность одной такой торпеды многократно превосходит мощность всех остальных типов вооружения кораблей Звёздного флота, так как одного удачного двухторпедного залпа достаточно, чтобы уничтожить Куб боргов. Адмирал Джейнвэй привезла эти торпеды с собой в 2377 год и установила их на корабле «Вояджер NCC-74656», вместе с аблиативной бронёй.

### Фазовые плазменные торпеды
Улучшенная модификация квантовых торпед, способных проходить сквозь щиты, наподобие хронитронных торпед и взрываться непосредственно возле корпуса корабля. Появлялись лишь в игре «Star Trek: Bridge Commander». Очевидно они прямой предок трансфазных торпед.

### Позитронныеторпеды
Оружие кессоков в игре «Star Trek: Bridge Commander». По легенде игры по мощности вдвое превосходят квантовые торпеды, но эта мощность достигнута в ущерб скорости торпеды.

## Подпространственноеоружие
Подпространственное оружие было запрещено вторым Кхитомерским соглашением.

### Изолитовый взрыв
Корабли Сон'а пользовались изолитовыми взрывами, типом подпространственного оружия. В фильме «Восстание» Сон’а используют это оружие против корабля «Энтерпрайз NCC-1701-E». «Энтерпрайз NCC-1701-E» едва удалось избежать подпространственной взрывной волны, катапультировав и взорвав свой варп-реактор.

### Трикобальтовые устройства
«Вояджер» использовал два таких устройства для уничтожения космической станции Смотрителя в серии «Смотритель». Также, в серии «Во мгновение ока», подобное оружие было использовано против самого «Вояджера». Следует упомянуть, что трикобальтовые устройства не являются стандартным вооружением кораблей Звёздного флота, и их взрывная мощность измеряется в теракокрейнах. Трикобальтовая боеголовка является подпространственным оружием, взрыв которой может пробить дыру в подпространстве. В играх «Star Trek: Armada» и «Star Trek: Armada II» у некоторых из фракций есть стандартные корабли, вооружённые трикобальтовыми торпедами, выполняющими функции артиллерии. Хотя устройство оружия неизвестно, многие предполагают, что оно работает на изотопе кобальта-60. Более вероятно, что кобальт — неотъемлемый конструкционный материал таких орудий. Но неясно, в каких именно подсистемах такого орудия кобальт собственно используется. Можно предположить, что трикобальтовым оружие называется потому, что в его конструкции используется трёхатомная модификация кобальта.
В Зеркальной вселенной (серия «В зеркале тёмном»), зеркальные толианцы использовали мощный трикобальтовый заряд, чтобы пробить коридор в «главную» вселенную сериалов и заманить из будущего (фактически из параллельного будущего) звездолёт Федерации «USS Defiant (NCC-1764)», все члены экипажа которого сошли с ума и поубивали друг друга при входе в интерфазовое пространство.

## Другое оружие

### Магнитометрические управляемые заряды
В серии «Лучшее из обоих миров» борги воспользовались этим оружием, чтобы «выкурить» «Энтерпрайз NCC-1701-D» из туманности Паульсона.

### Мультикинетическиенейтронныемины
В серии «Скорпион» капитан Джейнвэй рассуждает с дроном боргов Семь-из-девяти об эффективном способе уничтожения Вида 8472. Джейнвэй называет «мультикинетическую нейтронную мину», упомянутую Седьмой как оружие массового поражения. Взрыв этой мины измерялся бы в 5 млн изотонн (то есть 5 тератонн в тротиловом эквиваленте) и «распылил» бы нанозонды боргов в радиусе 5 световых лет.

### Оружие Зинди
Искусственная планета, созданная расой зинди для уничтожения целых планет. Зинди планировали использовать его для дезинтеграции планеты Земля. Зинди построили её и собирались применить на Земле, опираясь на утверждения расы Строителей сфер о том что люди в двадцать шестом веке уничтожат родную планету зинди.

### «Дредноут»
Кардассианская самоуправляемая ракета модели ATR-4107 («Дредноут»), содержащая в себе 1 тонну вещества и 1 тонну антивещества. По словам Тувока, это оружие способно уничтожить небольшой естественный спутник. Хотя «Дредноут» описывается как самоуправляемая ракета, на самом деле он больше походит на беспилотный звездолёт. Он оборудован щитами, фазерами, квантовыми торпедами, тороновым шоковым излучателем, плазменно-волновым оружием, двигателями, делающими его способным путешествовать со скоростью варп-9 и сверхсовершенным ИИ. По словам Б’Элланы Торрес, кардассианцы совершили ошибку лишь в установлении взрывного таймера — он вышел из строя при нападении на планету Маки.

### Дальнобойная тактическая броневая единица серии 5
Самоуправляемая ракета с отлично развитым ИИ. Во многом напоминают кардассианский Дредноут, хотя и не такие крупные и мощные. Являлись оружием массового поражения, уничтожая всё в радиусе 20 тыс. километров в фокусированном взрыве антивещества. Управлением и координацией этих ракет занималась «стратегическая командная матрица», подобная сети ядерного управления в США. Каждая ракета имела щиты, варп-двигатель неизвестного класса и гениальный ИИ, запрограммированный на достижение цели любым способом. Они могли замечать и пресекать любые попытки вмешаться в работу устройств, были достаточно умны, чтобы найти способ преодолеть любое препятствие, и могли победить в битве с количественно превосходящим противников. Были созданы расой из Дельта-квадранта под названием друода.

### Модифицированные фотонные торпеды
В серии «Директива „Омега“» Тувок и Ким модифицировали обычную фотонную торпеду гравиметрическим зарядом, увеличив её взрывную силу до 54 изотонн. Ким спросил, не хочет ли капитан уничтожить небольшую планету (неизвестно, всерьёз ли). Почти сразу, Джейнвэй приказала им увеличить мощность до 80 изотонн.
В фильме «Звёздный путь VI: Неоткрытая страна» Спок и доктор МакКой модифицируют фотонную торпеду для наводки по плазменным излучениям от невидимой «Хищной птицы», пока та стреляет в «Энтерпрайз NCC-1701» и «Эксельсиор». Модификация оказывается удачной — торпеда выводит устройство невидимости из строя, позволяя двум звездолётам Федерации попросту расстрелять «Птицу».

### Омега-молекулы
Омега-молекулы были впервые показаны в серии «Директива „Омега“». Насколько известно Объединённой Федерации Планет, омега-молекулы были впервые обнаружены, когда учёному по имени Кеттеракт удалось их создать искусственно (точное количество молекул неизвестно). Так как эти молекулы нестабильны по природе, то они взорвались, уничтожая космическую лабораторию и даже само подпространство в радиусе нескольких светолет, что делает варп-путешествия через этот регион невозможными. Единственной омега-молекулы достаточно, чтобы питать целый звездолёт, для чего обычно требуется крупный варп-реактор. Для боргов омега-молекулы являются чуть ли не религиозными иконами, хотя им самим ни разу не удалось создать стабильную омега-молекулу. Известен лишь единственный случай стабильных омега-молекул. Под конец серии «Директива „Омега“» Семи-из-девяти посчастливилось увидеть стабильные омега-молекулы перед тем, как Джейнвэй приказала уничтожить их модифицированной фотонной торпедой. Седьмая описала увиденное как «совершенство».

### «Огнестрельное» оружие расыКью
В серии «Кью и серые», Кью пользовались собственным сверхмощным оружием во время их гражданской войны. Так как это оружие лишь визуально выглядело как огнестрельное оружие времён американской гражданской войны (для людей, составлявших большинство в экипаже «Вояджера»), то истинная природа, физика и вид оружия неизвестны. Экипажу «Вояджера» пришлось пользоваться этим оружием в Кью-континууме для борьбы с Кью-консерваторами. Это оружие является мощнейшим из любых, когда-либо использованных гуманоидами, так как его мощности хватало, чтобы ранить даже богоподобных Кью.

### Квантовые фазеры
Эти фазеры являются версией обычных фазеров, сравнимых по мощности с фотонными торпедами. Впервые появились в сериале «Звёздный путь: Энтерпрайз» на вооружении зинди. Это оружие является достаточно мощным, чтобы полностью уничтожить вражеский корабль, но мощность можно убавить для обезвреживания.